# Estancament de Bréjnev
El període de l'Estancament de Bréjnev (en rus, a aquest període se l'anomena simplement застой (zastoi), "l'estancament") es refereix a un període d'una notable desacceleració socioeconòmica que va tenir lloc a la Unió Soviètica, que s'inicià cap a 1965, el qual era un subtil presagi que el règim podria arribar a patir un col·lapse a llarg termini, com efectivament tindria lloc a finals de 1991 (fenomen tanmateix potenciat en part per la política de la perestroika – "reestructuració" – llançada per Mikhaïl Gorbatxov el 1987).

## Terminologia
Diversos autors han suggerit diverses definicions per a l'època d'estancament, però en general es refereix al període en què Leonid Bréjnev va exercir com a Secretari General del Partit Comunista de la Unió Soviètica, i que pot fer-se extensible als curts governs de transició de Iuri Andrópov i de Konstantín Txernenko, ocupant per tant un període des de 1965 fins a 1985. Alguns autors l'estenen fins a 1990, cap al final del govern de Mikhaïl Gorbatxov, qui abandonaria el poder només uns mesos després.

## Fets que van caracteritzar el període
La tèbia liberalització iniciada i portada a terme momentàniament a partir de 1965 per Nikita Khrusxov (coneguda pel Desglaç) va ser suprimida, i va arribar a haver-hi, fins i tot. una parcial rehabilitació de la memòria de Ióssif Stalin.
L'inici del període d'estancament va ser marcat pel judici per "traïció" entre 1965 i 1966 contra els escriptors Andrei Siniavski i Iuli Daniel, a més de la invasió soviètica de Txecoslovàquia de 1968, l'anomenada Primavera de Praga, fet que a més implicà la formalització de la Doctrina Bréjnev de sobirania limitada dels països socialistes, és a dir, dels règims comunistes de l'Europa Oriental.
Aquests fets presagiaven i suggerien clarament que no es realitzarien reformes de fons, així com tampoc debats seriosos sobre el tema, encara dins dels ja de per sí limitats estàndards soviètics de tolerància al canvi. Durant aquest període, la deslleialtat ideològica seguia sent castigada, encara que no tan brutalment com durant el període estalinista; i qualsevol crítica contra el comunisme, els líders del Partit, la literatura promoguda oficialment, o fins i tot comentaris sobre fets desagradables habituals en la vida quotidiana (com les llargues cues o el quasi permanent desabastiment) eren simplement titllades de "propaganda anti-soviètica", amb les greus complicacions conseqüents que podien comportar a qui s'atrevissin a formular-les. Les manifestacions polítiques espontànies eren virtualment impossibles de realitzar (tot just es tolerarien el 1990, durant l'etapa final del govern de Gorbatxov).
Pel seu costat, els dissidents eren rutinàriament detinguts, arribant-se a internar-los a psiquiàtrics encara que no tinguessin cap mena de trastorn o malaltia mental, forçant als metges a violar el jurament hipocràtic en veure's obligats a subministrar drogues a qui en realitat no les necessitava. A aquestes presons improvisades se les coneixeria amb el nom de psikhuixkas.
Alguns van al·legar correctament que les subseqüents detencions eren "il·legals" (en realitat eren il·legítimes), car no hi havia criminalitat intrínseca en l'obtenció i la distribució d'informació, tal com es desprenia de la Declaració Universal de Drets Humans i de l'acta final de la Conferència sobre la Seguretat i la Cooperació a Europa de 1975, ambdós documents signats pels representants oficials de la Unió Soviètica. Però com bé sabia el règim, aquests tractats sobre Drets Humans eren "lletra (relativament) morta, car no podien "contradir el dret intern" vigent als diferents estats. En tot cas, més aviat servien per tractar de calmar una mica les crítiques contra la Unió Soviètica sobre aquest tema en particular.
A la vida social, per un costat, aquest període es caracteritzà per la pau i l'estabilitat, garantides per un Estat que, si bé encara seguia sent totalitari, ja no era brutal com ho havia estat en temps de Stalin i s'havia tornat relativament benefactor. Tot i això, les grans masses de població només tenien accés a ingressos modests, i encara menys a béns de consum en què gastar-los. Per un altre costat, i com a contrapartida, la societat soviètica patí un procés d'aquilosament, tornant-se forçosament estàtica.
Aquest període es caracteritzà per 3 punts:
1. La forta desacceleració dels principals indicadors macroeconòmics, dissimulat en les "maquillades" o "manipulades" xifres oficials, la qual cosa contribuïa al mateix temps a dificultar la correcta avaluació del greu problema.
2. La creixent repressió vers els dissidents i els intel·lectuals, tot i que seria molt menor a l'experimentada durant el prolongat règim de Stalin (1924-1953). Cal destacar el creixent fenomen dels refuseniks jueus, fet característic d'aquest període.
3. Una renovada cursa armamentista amb els Estats Units, en particular referit cap a l'equiparació de la quantitat d'ogives nuclears estratègiques ICBMs, aconseguida cap al 1975, tot i que el període en general va estar emmarcat dins d'una relativa distensió, détente o coexistència pacífica amb Occident (abans de la invasió soviètica de l'Afganistan el 1979; la qual òbviament contribuiria a reescalfar la Guerra Freda. Aquesta excessiva despesa militar, alhora, contribuïa a restar recursos a l'oficialment vituperat sector dels béns de consum i serveis dins de l'URSS.

## La Constitució de 1977 enmig del període d'estancament
El mateix Bréjnev declarà aquest període com el d'inici del socialisme desenvolupat, proclamant-ho en la recentment reformada constitució soviètica de 1977, amb motiu del 60è aniversari de la Revolució Bolxevic. La nova i pretesa Carta Magna proclamava que la societat socialista desenvolupada (развитое социалистическое общество, transliterat com Razvitoie sotsialistitxeskoie Obixtxestvo) és un pas natural, lògic en el camí vers el comunisme. Tanmateix, reforçava el paper rector o dirigent del Partit Comunista. Per tant, a partir d'aquell moment –que cada cop era de major "quietisme" i estancament econòmic- es pretenia ingressar "per decret" a la primera (i confosa) etapa, que tindria una duració indefinida del comunisme, en teoria, tal com ho havia preconitzat el mateix Karl Marx un segle abans. És a dir, es passaria a poc a poc de l'era de l'esforç i de les limitacions pròpies del socialisme ("de cadascú segons les seves possibilitats, a cadascú segons el seu treball") a la primera d'un "utòpic" comunisme (sota el qual se substituiria la darrera part d'aquella màxima per "a cadascú segons les seves necessitats").

## Acudits i comentaris jocosos sobre l'estancament
A la Unió Soviètica d'aquella època existia una broma irònica que suggeria que els "sempre abundants" aduladors de Bréjnev no li havien donat la suficient importància al fet que el líder soviètic havia realitzat la seva petita contribució a fi d'enriquir el ja de per sí molt ric idioma rus. El seu lapsus linguae en qüestió estava relacionat amb la frase "развитое общество" (razvitoie obixtxestvo, societat desenvolupada). Fins a l'època de Bréjnev hi havia dues versions de l'adjectiu "развитое" (razvitoe) en ús: la primera d'elles, amb l'accent a la primera síl·laba, és una derivació del verb desenvolupar; i l'altre, amb l'accent a la segona, és una derivació d'un verb que significaria "desfer". Bréjnev pronunciava (i tota la resta ho feien igual, per tal de no contradir-lo) "razvitóie (obixtxestvo)", amb l'accent a la tercera síl·laba, deixant espai per a somriures burletes, mentre que el seu auditori tractava d'endevinar què podria significar aquella nova paraula, si es podria referir a quelcom bo o dolent.
Un sobredimensionat i ineficaç aparell burocràtic del Partit Comunista es convertí en el símbol del període d'estacament, així com en l'objecte d'acudits polítics:
| « | Resulta que Lenin, Stalin, Khrusxov i Bréjnev anaven al mateix tren, que, de cop i volta, s'atura per una avaria. Llavors, un idealista Lenin es pregunta: "Que no estem potser a un estat proletari? Així que cridem a alguns treballadors ferroviaris perquè vinguin a solucionar el problema i despreocupem-nos." Stalin, expeditiu i sense dubtar, crida: "Això és un complot, i el maquinista n'és responsable; així que executem-lo!" Khrusxov, tan voluntarista i poc pràctic com sempre, suggereix: "Potser el problema és a la via, així que, per què no traiem els riels que ja hem deixat enrere i els substituïm pels que tenim al davant?" Bréjnev, en canvi, diu: "Camarades!, taquem les cortines, encenem el gramòfon, ens relaxem, i fingim que el tren està avançant" | » |

## Llegat posterior
Molts escriptors "oficials" ni tan sols van atrevir-se a mencionar indirectament l'estancament econòmic o la relativament "visible" repressió política que s'experimentà durant el llarg règim de Bréjnev (1964-1982). Anys després, ja durant la glasnost de Mikhaïl Gorbatxov, van pretendre no saber res sobre la notable desacceleració econòmica que s'havia accentuat durant la passada època brejneviana, així com tampoc sobre la renovada repressió als ciutadans que protestaven (en part, a causa d'aquella situació).
L'estancament continuà de manera efectiva durant els efímers governs de transició de Iuri Andrópov i de Konstantín Txernenko, prologant-se com a mínim fins a la perestroika, llançada per Gorbatxov el 1986.